# Avenged Sevenfold (album)
Avenged Sevenfold is het vierde studioalbum van Avenged Sevenfold. Dit album is uitgebracht op 30 oktober 2007.

## Tracklist
1. "Critical Acclaim" - 5:14
2. "Almost Easy" - 3:53
3. "Scream" - 4:48
4. "Afterlife" - 5:52
5. "Gunslinger" - 4:11
6. "Unbound (The Wild Ride)" - 5:12
7. "Brompton Cocktail" - 4:13
8. "Lost" - 5:02
9. "A Little Piece of Heaven" - 8:02
10. "Dear God" - 6:34

## Bezetting
| M. Shadows     | Zang             |
| Synyster Gates | Sologitaar       |
| West Douldin   | Zang, Slaggitaar |
| The Rev        | Drums            |
| Johnny Christ  | Basgitaar        |